# Сполуки кремнію
Сполу́ки кре́мнію — це хімічні сполуки, що містять елемент кремній (Si). Як елемент групи вуглецю, кремній часто утворює сполуки зі ступенем окиснення +4, хоча було виявлено багато незвичайних сполук, які відрізняються від очікувань на основі його валентних електронів, включаючи силіциди та деякі силани. Силіциди металів, галогеніди кремнію та подібні неорганічні сполуки можуть бути отримані безпосередньою реакцією елементарного кремнію або діоксиду кремнію зі стабільними металами або галогенами. Силани, сполуки кремнію і водню, часто використовуються як сильні відновники і можуть бути отримані з алюмінієво-кремнієвих сплавів і соляної кислоти.
Кілька неорганічних сполук було утворено з кремнієм та іншими неметалами, такими як сірка та азот; більшість цих сполук дуже несумісні з водою. Однією з найкорисніших і успішно продаваних неорганічних сполук кремнію є карбід кремнію.
Природний кремній міститься в силікатних і алюмосилікатних мінералах. Однією з найпоширеніших сполук кремнію, знайдених у земній корі, є діоксид кремнію, який часто зустрічається у вигляді кварцу.
Силіційорганічні сполуки є досить стабільними завдяки подібності міцності зв'язку Si–C до зв'язку C–C. Органосилікати включають силіконові полімери.